# Erminio Valenti
Pour les articles homonymes, voir Valenti (homonymie).
Erminio Valenti di Trivio (né en 1564 à Trevi, alors la capitale des États pontificaux, et mort le 22 août 1608 à Faenza) est un cardinal italien du début du XVIIe siècle.

## Biographie
Erminio Valenti est au service des cardinaux Ippolito et Pietro Aldobrandini à Rome et est chanoine de la basilique Saint-Pierre.
Le pape Clément VIII le crée cardinal lors du consistoire du 9 juin 1604. Il est nommé évêque de Faenza en 1605. 
Le cardinal Valenti participe aux deux conclaves de 1605 (élection de Léon XI et de Paul V).

### Sources
- Fiche du cardinal sur le site fiu.edu